# Franz Foetterle
Franz Foetterle (* 2. Februar 1823 in Mramotitz, Mähren; † 5. September 1876 in Wien) war ein österreichischer Geologe.
Foetterle studierte an der Bergakademie Schemnitz und wurde 1847 Bergwerkspraktikant in Gmunden. Von 1849 bis zu seinem Tode 1876 arbeitete er an der k.k. Geologischen Reichsanstalt in Wien. Er wurde dort 1856 Bergrat, 1867 Erster Chefgeologe und 1873 Vizedirektor unter Franz von Hauer. Foetterle wurde auf dem Wiener Zentralfriedhof bestattet.
Foetterle beschäftigte sich vor allem mit der geologischen Kartierung des österreichischen Kaiserreiches sowie Untersuchungen zu wirtschaftlich nutzbaren Mineralien.
Seine Tochter, die Grafikerin und Malerin Eleonore Doelter, war mit dem Mineralogen Cornelio August Doelter verheiratet.

## Auszeichnungen
- 1867 Ritter des Franz-Joseph-Ordens

## Veröffentlichungen  (Auswahl)
- Übersichtskarte des mittleren Theiles von Südamerika. Wien 1854.[2]
- mit Franz von Hauer: Geologische Übersicht der Bergbaue der österreichischen Monarchie  Wien 1855 (Digitalisat).
- Franz Foetterle's Geologischer Atlas des Österreichischen Kaiserstaats 1:750.000: die zum Deutschen Bund gehörigen k.k.Kronländer. Erste Lieferung. Gotha 1860 (Digitalisat).
- Übersichts-Karte des Vorkommens, der Production und Circulation des mineralischen Brennstoffes in der Oesterreichischen Monarchie im Jahre 1868. Wien 1868.
- Das Vorkommen, die Production und Circulation des mineralischen Brennstoffes in der österr.-ungar. Monarchie im Jahre 1868. In: Jahrbuch der Kaiserlich-Königlichen Geologischen Reichsanstalt. Wien 1870, S. 65–92.